# Венков, Дмитрий Иванович
Дмитрий Андреевич Венков (1926, Кинешма, Иваново-Вознесенская губерния — 2000 или 26 июля 1999) — советский инженер-геолог, доктор геолого-минералогических наук, кандидат технических наук (1974), лауреат Государственной премии СССР (1984).

## Биография
В 1950 году окончил Ленинградский горный институт. Начальник партии, старший геолог Убаганской геологической партии (1950—1954), главный инженер, начальник экспедиции в местах разведки Соколовско-Сарбайского месторождения (1954—1958). Полевой геолог в экспедиции, главный инженер (1958—1963) и начальник кафедры геологии Северо-Казахстанского государственного университета (1963—1971), его декан (1971—1982), заместитель министра геологии Казахской ССР (1982—1987).
В 1974 году защитил кандидатскую диссертацию на тему «Разработка эффективной методики поисков и разведки погребенных месторождений бокситов карстового типа (на примере Тургайского прогиба)».
Венков — автор более 30 научных публикаций. Лауреат Государственной премии СССР (1984).
2 ордена Трудового Красного Знамени и медали.